# Byredevaru, Koppa
Byredevaru là một làng thuộc tehsil Koppa, huyện Chikmagalur, bang Karnataka, Ấn Độ.